# ولماس
ولماس یکی از شهرهای کشور مراکش است. این شهر بخاطر آبهای معدنی بهداشتی اش شهرت دارد.